# Susanne Schmidt
Susanne Schmidt (Berlín Este, RDA, 14 de noviembre de 1974) es una deportista alemana que compitió en remo.
Ganó cinco medallas en el Campeonato Mundial de Remo entre los años 2001 y 2006. Participó en los Juegos Olímpicos de Atenas 2004, ocupando el quinto lugar en la prueba de ocho con timonel.

## Palmarés internacional
| Campeonato Mundial | Campeonato Mundial | Campeonato Mundial | Campeonato Mundial |
| Año                | Lugar              | Medalla            | Prueba             |
| ------------------ | ------------------ | ------------------ | ------------------ |
| 2001               | Lucerna (Suiza)    | Medalla de bronce  | Ocho con timonel   |
| 2002               | Sevilla (España)   | Medalla de bronce  | Ocho con timonel   |
| 2003               | Milán (Italia)     | Medalla de oro     | Ocho con timonel   |
| 2005               | Kaizu (Japón)      | Medalla de plata   | Cuatro scull       |
| 2006               | Eton (Reino Unido) | Medalla de plata   | Doble scull        |